# Corea del Sud ai XIV Giochi olimpici invernali
La Corea del Sud partecipò ai XIV Giochi olimpici invernali, svoltisi a Sarajevo, Jugoslavia, dall'8 al 19 febbraio 1984, con una delegazione di 15 atleti impegnati in cinque discipline.